# Керни (Симпсонови)
Керни (енгл. Kearney) је измишљени лик из цртаног филма Симпсонови, коме глас позајмљује Ненси Картрајт. Иако изгледа као вршњак Џимба Џоунса, у ствари има 20 година и отац је мале бебе.